# Żurawice (województwo kujawsko-pomorskie)
Żurawice – wieś w Polsce, położona w województwie kujawsko-pomorskim, w powiecie włocławskim, w gminie Boniewo.
| SIMC    | Nazwa      | Rodzaj    |
| ------- | ---------- | --------- |
| 1032380 | Helenowo   | część wsi |
| 1032404 | Julianowo  | część wsi |
| 1032628 | Żurawiczki | część wsi |

W latach 1975–1998 wieś należała administracyjnie do województwa włocławskiego. 
Według Narodowego Spisu Powszechnego (III 2011 r.) liczyła 111 mieszkańców. Jest trzynastą co do wielkości miejscowością gminy Boniewo.
Urodził się tu Mateusz Jerzy Zabłocki – kapelan Wojska Polskiego.